# Joan Blanch
Joan Blanch Rodríguez (Badalona, 1937-ibídem, 16 de abril de 2014) fue un abogado, funcionario público y político español.

## Biografía
Licenciado en derecho, fue militante del Partido de los Socialistas de Cataluña (PSC-PSOE) y alcalde de Badalona durante cuatro legislaturas consecutivas, desde 1983 a 1999. También fue nombrado diputado en las elecciones generales de España de 1982 en sustitución de Raimon Obiols y escogido en las elecciones al Parlamento de Cataluña de 1995. También fue presidente de la Entidad Metropolitana del Transporte.
Después de 16 años como alcalde de Badalona, en 1997 fue desplazado de la dirección del PSC de Badalona por Maite Arqué tras la celebración de elecciones primarias internas, a las que él no se presentó. En las elecciones municipales de 1999 decidió presentar una candidatura alternativa a la del PSC llamada Coalición Socialista de Progreso (CSP), que no obtuvo representación en el consistorio, y razón por la cual, fue expulsado del partido. Siguió en la política, aunque regresó a su trabajo como abogado.
En 2004 pidió reingresar al partido, pero el primer secretario del PSC de Badalona, Jordi Serra, negó esta posibilidad. El 16 de diciembre de 2009 apoyó a las consultas sobre la independencia de Cataluña en un acto de la Candidatura de Unidad Popular de Badalona, y se mostró dispuesto a colaborar con la plataforma Badalona Decide (en catalán Badalona Decideix).
Joan Blanch falleció el 16 de abril de 2014 a los 77 años en el Hospital Hermanos Trias y Pujol en Badalona, como consecuencia de un cáncer.